# Hessotiara
Hessotiara is een geslacht van zee-egels uit de familie Pseudodiadematidae.

## Soorten
- Hessotiara zuberi Jeannet, 1953 †